# Giustizia senza legge
Giustizia senza legge (Black Patch) è un film del 1957 diretto da Allen H. Miner.
È un film western a sfondo avventuroso statunitense con George Montgomery, Diane Brewster e Tom Pittman.

## Produzione
Il film, diretto da Allen H. Miner su una sceneggiatura di Leo Gordon, fu prodotto dallo stesso Miner per la Montgomery Productions e girato nel Monogram Ranch a Newhall, California, nell'aprile del 1957.

## Distribuzione
Il film fu distribuito con il titolo Black Patch negli Stati Uniti dal 15 settembre 1957 al cinema dalla Warner Bros.
Altre distribuzioni:
- in Finlandia il 6 giugno 1958 (Musta kostaja)
- in Austria nell'agosto del 1958 (Der Einäugige)
- in Germania Ovest nell'agosto del 1958 (Der Einäugige)
- in Francia il 27 maggio 1960 (L'homme au bandeau noir)
- in Brasile (Oeste Selvagem)
- in Grecia (O serifis me to demeno mati)
- in Italia (Giustizia senza legge)

## Promozione
Le tagline sono:
- The cloud he lived under was as black as his patch
- They took his eye - they stole his woman and they dirtied his name - but now the Marshal called Black Patch was coming back with white lightning in his holsters
- The Marshal who loved the wife of a killer - a killer they found with a hole in his back!
- ...they said he shot a man in the back to steal a woman.
- The Marshal whose name was black as his patch until he cleared it in a storm of lead